# Madeleine Briquet
Pour les articles homonymes, voir Briquet.
Madeleine Briquet, en religion sœur Madeleine de Sainte-Christine, est née en 1642 et morte le 30 novembre 1689. Seule héritière de la fortune de sa famille à l'âge de quinze ans, elle renonce à la vie mondaine et devient religieuse à l'abbaye de Port-Royal où elle incarne l'une des figures de résistance au moment du conflit de la « crise du formulaire ».

## Biographie
Madeleine Briquet est née du mariage d’Étienne Briquet (? - 1645) et Marie Bignon (1623-1642). Tous deux sont issus de familles dont les membres occupent des postes importants dans les sphères de la justice et de l’administration du royaume de France. Étienne Briquet est avocat général au parlement de Paris depuis que la charge lui a été cédée par Jérôme I Bignon (1589-1656), son beau-père. Le couple Briquet et Bignon a deux filles, Anne (1639-1657) et Madeleine. Leur mère décède le 1er mai 1642, année de naissance de Madeleine, vraisemblablement des suites de son accouchement.
Trois années plus tard, en 1645, c’est au tour du père de Madeleine de mourir, laissant ses deux filles aux bons soins de l’abbaye de Port-Royal. En 1657, Anne meurt à son tour, sans laisser d'héritier ce qui propulse Madeleine comme héritière d’une partie de la fortune familiale et d’un nom empreint de considération. À ses seize ans, en 1658, son tuteur et oncle, Jérôme II Bignon (1627-1697), la prend en charge et l’installe chez lui à Paris pour lui permettre de découvrir la société de son époque et les possibilités que sa situation peut lui offrir ; il espère détourner la jeune fille de son souhait d’entrer dans les ordres, et peut-être la conduire vers un mariage satisfaisant. Cependant, comme sa mère avant elle, Madeleine Briquet est « un exemple d’humilité » et semble décidée à renoncer aux attraits que le monde lui offre : elle retourne donc très vite à Port-Royal pour poursuivre son désir de devenir religieuse.

### Vie religieuse
Dans la généalogie de la famille Briquet réalisée par l’abbé Dulac, Madeleine Briquet est succinctement mentionnée par son choix de prendre le voile à l’abbaye de Port-Royal-des-Champs « dont le jansénisme ternit la gloire et causa la ruine ».
À son arrivée à Port-Royal, Madeleine Briquet est prise en charge par la mère Angélique de Saint-Jean Arnauld. Cette dernière a très récemment fait sa profession (en 1643) et devient maîtresse des pensionnaires. Elle se rapproche de la très jeune Madeleine : un lien particulier se crée. Madeleine n’hésite d’ailleurs pas à appeler la mère Angélique, « ma tante ».
En 1654 a lieu la première communion de Madeleine Briquet. Cet évènement est commenté dans une lettre écrite par Jeanne Catherine Agnès Arnauld, connue sous son nom religieux, la mère Agnès Arnauld, datée du 8 avril 1654. Elle mentionne l’abondance de dévotion dont fait preuve la jeune Madeleine. Quelques lettres font suite à cet échange, entre les années 1655 et 1656. Il y est souvent mention de l’implication sérieuse de Madeleine dans sa voie religieuse et de l’affection qu’elle suscite à cet effet. La veille de sa communion, Madeleine Briquet rédige trois vœux dans sa chambre : les vœux de chasteté, de se faire religieuse et de ne jamais quitter Port-Royal-des Champs. La jeune Briquet ajoute à la suite de ces trois vœux, la profession suivante : « Il n’y a plus de monde pour moi ». Malgré l'interruption de quatre mois en 1658 que lui imposent ses oncles, Madeleine Briquet a la ferme intention de prendre le voile. Elle entame pour cela le noviciat. Durant la période de noviciat qui dure trois ans, Madeleine reçoit une éducation dispensée par les maîtresses des novices, dont fait partie la sœur Jacqueline de Sainte-Euphémie, la sœur de Blaise Pascal, et Angélique de Saint-Jean Arnauld d'Andilly.
Madeleine Briquet prend l’habit à l’âge de 16 ans, le 9 février 1659. Elle reçoit pour cette occasion son nom religieux : sœur Madeleine de Sainte-Christine Briquet. L’année suivante, le 11 avril 1660, elle fait profession et prononce, publiquement cette fois, les vœux de pauvreté, de chasteté et d’obéissance.

### La «crise du formulaire»
En 1653, la pape Alexandre VII rédige le formulaire contenant la condamnation des cinq propositions qui alimentent la polémique entre l’Église et la doctrine proposée par Cornelius Jansen. Madeleine de Sainte-Christine est confrontée personnellement à l'obligation de signer ce formulaire ; les principales sources qui en témoignent sont les procès-verbaux qu’elle rédige de sa main. Ils relatent les échanges entre elle et les représentants de l’Église sous forme d’interrogatoires. Le 13 juin 1664, Madeleine Briquet refuse encore une fois de signer tandis que l’archevêque de Paris, Hardouin de Péréfixe de Beaumont (1606-1671), l’adjure d’entendre raison au cours d’un nouvel interrogatoire.
Entre le 2 et le 6 août 1664, les mères de Port-Royal sont retirées du monastère. Le 24 septembre 1664, Madeleine est à nouveau confrontée à un interrogatoire avec l’archevêque de Paris à la fin duquel elle réitère son refus de signer. Puis en octobre 1664, on lui annonce son départ proche : par sympathie pour sa famille, l’archevêque presse la sœur Briquet de choisir le monastère dans lequel elle va être conduite ; mais la moniale n’entend pas s’octroyer ce privilège et laisse la décision à son opposant. Le 19 décembre de la même année, Hardouin de Péréfixe se rend à nouveau à Port-Royal et s’entretient pendant une heure et demi avec Madeleine Briquet : devant le nouveau refus de signer, il l’emmène le soir-même hors de Port-Royal. Madeleine de Sainte-Christine devient captive : elle est gardée rue Saint-Antoine à Paris auprès des religieuses de l’Institution de Sainte-Marie. Elle y reste prisonnière, tourmentée régulièrement. Le 2 juillet 1665, Madeleine Briquet retrouve finalement son foyer et ses proches comme Angélique de Saint-Jean Arnauld d'Andilly et la sœur Anne-Marie de Sainte-Eustochie de Flesselles de Brégy.
En 1669, la Paix clémentine est signée. En 1684 Madeleine de Sainte-Christine accepte d’être nommée sous-prieure , adjointe à la mère supérieure. Affectée par les décès presque simultanés de Louis-Isaac Le Maistre de Sacy et d’Angélique de Saint-Jean en 1684, Madeleine Briquet se concentre sur la mise en ordre de leurs écrits. En 1689 elle tombe malade. Elle décède le 30 novembre 1689 à l’âge de 47 ans,.

## Œuvres
- Lettre de la sœur Magdeleine de Sainte-Christine Briquet, religieuse de Port-Royal du 2 septembre 1664, s.l.s.n, 1664 (lire en ligne).
- Relation de la captivité de la Mre Madeleine de Sainte Christine, religieuse de Port-Royal, au 19 décembre de l’année 1664, première partie, s.l.s.n, 1718 (lire en ligne).
- Relation de la maladie & de la mort de la sœur Elizabeth de Sainte-Marcelline, nièce de M. Walon de Beaupuis, par la Sœur Magdeleine Christine Briquet, le 12 décembre 1681, texte issu des Vies édifiantes et intéressantes des religieuses de Port-Royal, volume II, Philippe Le Clerc, 1751 (lire en ligne).